# Емилия Галоти
„Емилия Галоти“ (на немски: Emilia Galotti) е трагедия в пет действия на немския писател и драматург Готхолд Ефраим Лесинг.
Творбата е издадена през 1772 г. и спада към епохата на немското Просвещение. Тя противоречи на преобладаващия по онова време френски образец на драмата. Въпреки че в нея централна тема е любовта, „Емилия Галоти“ може да се счита и за политическо произведение.

## Главни герои
- Емилия Галоти – красиво, младо момиче, представител на буржоазния морал.
- Графиня Орсина – метреса на принца, красива и интелигентна.
- Хеторе Гонзага – принц на Гуастала. Абсолютен владетел, безотговорен, завладян от собствените си желания, символ на аристократичния произвол по онова време.
- Одоардо Галоти, баща на Емилия – авторитетен, отговорен човек. Беден, но честен и добродушен. Представител на буржоазния морал и буржоазната добродетел.
- Мархезе Маринели – безскрупулен политик, престъпник и интригант.
- Граф Апиани – толерантен, морален. Представител на аристокрацията, но притежава буржоазен морал.
- Клаудия Галоти, майка на Емилия – тя е жена с житейски опит, но е лекомислена. Не притежава строг морал. Загрижена е за социалното положение на Емилия.
- Конти – художник, грижи се за своето собствено съществуване.

## Сюжет
Внимание:  Текстът по-долу разкрива сюжета на произведението (или части от него)!
Историята се развива в малко княжество в Италия през 18 век. Хеторе Гонзага е младият принц на Гуастала. В началото на историята той седи на бюрото си и преглежда молби и оплаквания на гражданите. В това време влиза художникът Конти, който носи два портрета. Единият е на графиня Орсина, която е досегашната възлюбена на принца, а другият е на Емилия Галоти, в която принцът неотдавна се е влюбил. Той разглежда портретът на Орсина и осъзнава, че вече не я намира за привлекателна и красива.
Всъщност още при първата среща с Емилия Галоти, принцът е запленен от нея и желае да я направи своя любима. Той иска на всяка цена да притежава момичето. Тя е представител на буржоазната прослойка. Принцът споделя на своя камерхер Мархезе Маринели чувствата си и узнава, че точно днес Емилия трябва да се омъжи за своя годеник граф Апиани. Маринели обещава да направи всичко възможно да осуети предстоящата сватба. Той предлага на принца, да изпрати граф Апиани в град Маса като пълномощен министър. Принцът решава сам да се опита да спечели Емилия и отива при нея в църквата. Тя обаче не му вярва и бързо се връща вкъщи.
Докато Емилия, Апиани, Одоардо (бащата на Емилия) и Клаудия (майката на Емилия) се подготвят за сватбата, неочаквано се появява Маринели. Той казва на Апиани, че по заповед на принца, веднага трябва да потегли към Маса. Апиани се противопоставя на заповедта и остава при любимата си Емилия. След това Маринели казва на принца, че планът се е провалил, но ще се погрижи принцът да получи това, което иска. И така по заповед на Маринели, на път за сватбата, каретата с младоженците е нападната от наемни убийци, граф Апиани бива застрелян, а Емилия и майка ѝ Клаудия са отведени в близко намиращата се лятна резиденция на принца, уж на сигурно място. Емилия е притеснена за майка си и за годеника си и иска да отиде и да ги потърси, но принцът я успокоява, а след като майка ѝ идва става ясно, че граф Апиани е убит.
Междувременно в резиденцията идва графиня Орсина и поисква да се види с принца. Той, обаче не желае и на негово място изпраща Маринели. Тя разбира, че Емилия и майка ѝ са в двореца. Графинята иска да злепостави принца публично, като го обяви за убиец. След това бащата на Емилия, Одоардо, се среща с Орсина в двореца и разбира от нея за станалото. Тя му дава една кама. Научава също така и предстоящата съдба на дъщеря си, а именно, че принцът я иска за своя метреса. Поради тази причина Одоардо решава да изпрати Емилия в манастир. Принцът и Маринели искат да осуетят този план. Маринели се представя за приятел на Апиани и твъди, че нито принцът, нито някакви разбойници имат нещо общо със смъртта му. Според твърденията му, Апиани е убит от съперник, който също иска да се омъжи за Емилия и поради тази причина, принцът и Маринели изискват от Одоардо да доведе Емилия обратно в града, за да я разпитат. Одоардо се съгласява, защото ще може да види дъщеря си още веднъж. Той ѝ разказва всичко, което се е случило. След това Емилия иска да се самоубие с камата, дадена от Орсина, но Одоардо ѝ попречва. Обаче тя успява да притисне баща си и на края той сам я пробожда с камата.
Принцът и Маринели узнават за смъртта на Емилия. Одоардо ги обвинява и казва, че само те двамата носят вината за нейната смърт. Принцът прехвърля цялата вина на Маринели. Сравнява го с дявола и го изпраща в изгнание извън града.

## Теми и мотиви
В тази трагедия, Лесинг описва конфликтът между благородническото и градското съсловие. Той критикува не само абсолютния произвол на Хеторе, а и ограничената представа на Одоардо за морала. Авторът, точно като Имануел Кант, критикува остро незрялостта на градското съсловие. Емилия не е в състояние да вземе самостоятелно и независимо решението, което може да спаси живота ѝ, защото това противоречи на строгото ѝ християнско възпитание. Тя не е успяла да развие собствена воля, а това става предпоставка за трагичния край на нейния живот. Тя става играчка в ръцете на принца и на нейните родители.
Чрез фигурата на бащата, Лесинг пояснява как се променя градското съсловие на XVIII век. Одоардо показва наченки на новото рационално мислене, но накрая чрез убийството на Емилия, заради семейната чест, отново проявява старото мислене, властвало преди епохата на Просвещението.

## Бюргерски морал
Конфликтът между градското съсловие и произвола на благородниците заема централно място в тази трагедия. Творбата показва възмущението на Емилия от благородническата власт. Тя съчетава в себе си всички качества на т.нар. буржоазен морал, който е на първо място в нейния живот. Тя е човек с принципи и убеждения. Притежава качества като чест, добродетел, набожност, вярност и решителност. Тези качества са високо ценени от градското съсловие. В цялата история, тя винаги остава вярна на своите принципи и убеждения.

## Постановки в България
За първи път през 1996 в театър „Българска армия“ се играе постановката, наречена „Галоти“; реж. Красимир Спасов; актьори: Васил Михайлов, Стефания Колева

## Екранизации
- 1913: Емилия Галоти, (Режисьор: Friedrich Fehér)
- 1958: Емилия Галоти, (Режисьор: Martin Hellberg)
- 1970: Емилия Галоти, (Режисьор: Ludwig Cremer)
- 2003/2005: Емилия Галоти, (Режисьор: Andrea Breth, TV режисьор: Andreas Morell)
- 2004: Емилия, (Режисьор: Henrik Pfeifer)